# 1896
| [ Edytuj tabelę ]              | |
| Król Polski (tytularny)        | - 1894 Mikołaj II Romanow 1917 |
| Emir Afganistanu               | - 1880 Abdur Rahman Chan 1901 |
| Współksiążęta Andory           | - 1879 Salvador Casañas i Pagès 1901 - 1895 Félix François Faure 1899                                                                   |
| Prezydent Argentyny            | - 1895 José Evaristo Uriburu 1898 |
| Cesarz Austrii                 | - 1848 Franciszek Józef I 1916 |
| Król Bawarii                   | - 1886 Otto 1913 |
| Król Belgów                    | - 1865 Leopold II 1909 |
| Premier Belgii                 | - 1894 Jules de Burlet 1896 - 1896 Paul de Smet de Naeyer 1899                                                                          |
| Prezydent Boliwii              | - 1892 Mariano Baptista 1896 - 1896 Severo Fernández Alonso 1899                                                                        |
| Prezydent Brazylii             | - 1894 Prudente de Morais 1898 |
| Sułtan Brunei                  | - 1885 Hashim Jalilul Alam Aqamaddin 1906                                                                                               |
| Car Bułgarii                   | - 1887 Ferdynand I Koburg 1918 |
| Premier Bułgarii               | - 1894 Konstantin Stoiłow 1899 |
| Prezydent Chile                | - 1891 Jorge Montt 1896 - 1896 Federico Errazuriz Echaurren 1901                                                                        |
| Cesarz Chin                    | - 1875 Guangxu 1908 |
| Premier Czarnogóry             | - 1879 Božo Petrović-Njegoš 1905 |
| Król Czech                     | - 1848 Franciszek Józef I 1916 |
| Król Danii                     | - 1863 Chrystian IX 1906 |
| Premier Danii                  | - 1894 Tage Reedtz-Thott 1897 |
| Dalajlama                      | - 1876 Thubten Gjaco 1933 |
| Władca Egiptu                  | - 1892 Abbas II Hilmi 1914 |
| Premier Egiptu                 | - 1895 Mustafa Fahmi Pasza 1908 |
| Prezydent Ekwadoru             | - 1895 Eloy Alfaro 1901 |
| Cesarz Etiopii                 | - 1889 Menelik II 1913 |
| Prezydent Francji              | - 1895 Félix François Faure 1899 |
| Premier Francji                | - 1895 Léon Bourgeois 1896 - 1896 Jules Méline 1898                                                                                     |
| Król Grecji                    | - 1863 Jerzy I 1913 |
| Prezydent Gwatemali            | - 1892 José María Reina Barrios 1898 |
| Prezydent Haiti                | - 1889 Florvil Hyppolite 1896 - 1896 Tirésias Simon Sam 1902                                                                            |
| Prezydent Hawajów              | - 1894 Sanford B. Dole 1900 |
| Król Hiszpanii                 | - 1886 Alfons XIII 1931 |
| Premier Hiszpanii              | - 1895 Antonio Cánovas del Castillo 1897                                                                                                |
| Król Holandii                  | - 1890 Wilhelmina 1948 |
| Premier Holandii               | - 1894 Joan Röell 1897 |
| Prezydent Hondurasu            | - 1894 José Policarpo Bonilla Vásquez 1899                                                                                              |
| Szach Iranu                    | - 1848 Naser ad-Din Szah 1896 - 1896 Mozaffar ad-Din 1907                                                                               |
| Król Irlandii                  | - 1837 Wiktoria Hanowerska 1901 |
| Cesarz Japonii                 | - 1867 Mutsuhito 1912 |
| Premier Japonii                | - 1892 Hirobumi Itō 1896 - 1896 Masayoshi Matsukata 1898                                                                                |
| Kalif                          | - 1876 Abdülhamid II 1909 |
| Premier Kanady                 | - 1894 Mackenzie Bowell 1896 - 1896 Charles Tupper 1896 - 1896 Wilfrid Laurier 1911                                                     |
| Emir Kataru                    | - 1878 Kasim ibn Muhammad Al Sani 1913                                                                                                  |
| Prezydent Kolumbii             | - 1894 Miguel Antonio Caro 1896 - 1896 Guillermo Quintero Calderón 1896 - 1896 Miguel Antonio Caro 1898                                 |
| Patriarcha Konstantynopola     | - 1895 Antym VII 1897 |
| Władca Korei                   | - 1863 Kojong 1907 |
| Prezydent Kostaryki            | - 1894 Rafael Yglesias Castro 1902 |
| Emir Kuwejtu                   | - 1892 Muhammad 1896 - 1896 Mubarak 1899                                                                                                |
| Prezydent Liberii              | - 1892 Joseph Cheeseman 1896 - 1896 William Coleman 1900                                                                                |
| Książę Liechtensteinu          | - 1858 Jan II Dobry 1929 |
| Wielki książę Luksemburga      | - 1890 Adolf 1905 |
| Premier Luksemburga            | - 1888 Paul Eyschen 1915 |
| Sułtan Maroka                  | - 1894 Abd al-Aziz IV 1908 |
| Prezydent Meksyku              | - 1884 Porfirio Díaz 1911 |
| Książę Monako                  | - 1889 Albert I 1922 |
| Król Nepalu                    | - 1881 Prithvi 1911 |
| Premier Nepalu                 | - 1885 Bir Shumsher Jang Bahadur Rana 1901                                                                                              |
| Cesarz Niemiec                 | - 1888 Wilhelm II Hohenzollern 1918 |
| Kanclerz Niemiec               | - 1894 Chlodwig Hochenlohe- -Schillingsfürst 1900                                                                                       |
| Prezydent Nikaragui            | - 1893 José Santos Zelaya 1909 |
| Król Norwegii                  | - 1872 Oskar II 1905 |
| Premier Nowej Zelandii         | - 1893 Richard Seddon 1906 |
| Sułtan Omanu                   | - 1888 Fajsal ibn Turki 1913 |
| Papież                         | - 1878 Leon XIII 1903 |
| Prezydent Paragwaju            | - 1894 Juan Bautista Egusquiza 1898 |
| Prezydent Peru                 | - 1895 Nicolás de Piérola 1899 |
| Król Portugalii                | - 1889 Karol 1908 |
| Król Prus                      | - 1888 Wilhelm II 1918 |
| Car Rosji                      | - 1894 Mikołaj II 1917 |
| Król Rumunii                   | - 1881 Karol I 1914 |
| Premier Rumunii                | - 1895 Dimitrie Sturdza 1896 - 1896 Petre S. Aurelian 1897                                                                              |
| Król Saksonii                  | - 1873 Albert I Wettyn 1902 |
| Prezydent Salwadoru            | - 1894 Rafael Antonio Gutiérrez 1898 |
| Kapitanowie Regenci San Marino | - 1895 Federico Gozi Vincenzo Mularoni 1896 - 1896 Giovanni Bonelli Settimio Lonfernini 1896 - 1896 Menetto Bonelli Marino Babboni 1897 |
| Król Serbii                    | - 1889 Aleksander Obrenowić 1903 |
| Prezydent Szwajcarii           | - 1896 Adrien Lachenal 1896 |
| Król Szwecji                   | - 1872 Oskar II 1907 |
| Premier Szwecji                | - 1891 Erik Gustaf Boström 1900 |
| Król Tajlandii                 | - 1868 Chulalongkorn 1910 |
| Król Tonga                     | - 1893 Jerzy Tupou II 1918 |
| Premier Tonga                  | - 1893 Siosateki Veikune 1905 |
| Sułtan Turków                  | - 1876 Abdülhamid II 1909 |
| Prezydent Urugwaju             | - 1894 Juan Idiarte Borda 1897 |
| Prezydent USA                  | - 1893 Grover Cleveland 1897 |
| Prezydent Wenezueli            | - 1892 Joaquín Crespo 1898 |
| Król Węgier                    | - 1848 Franciszek Józef I 1916 |
| Premier Węgier                 | - 1895 Dezső Bánffy 1899 |
| Monarcha Wielkiej Brytanii     | - 1837 Wiktoria 1901 |
| Premier Wielkiej Brytanii      | - 1895 Robert Gascoyne-Cecil 1902 |
| Król Włoch                     | - 1878 Humbert I 1900 |

Rok 1896 / MDCCCXCVI
stulecia: XVIII wiek ~
XIX wiek ~
XX wiek

dziesięciolecia:
1860–1869 •
1870–1879 •
1880–1889 •
1890–1899
• 1900–1909
• 1910–1919
• 1920–1929

lata: 1886 «
1891 «
1892 «
1893 «
1894 «
1895 «
1896
» 1897
» 1898
» 1899
» 1900
» 1901
» 1906

## Wydarzenia w Polsce
- 3 marca – około 110 górników zginęło w pożarze w KWK „Kleofas” w Katowicach.
- 1 maja – oddano do użytku Towarową Obwodnicę Wrocławia[1].
- Czerwiec – III Zlot Towarzystwa Gimnastycznego „Sokół” w Krakowie (M.Kirkor, skok w dal – 4,70 m).
- 13 czerwca – w Grudziądzu uruchomiono pierwszą linię tramwaju konnego.
- 3 lipca – na ulice Bydgoszczy wyjechał pierwszy tramwaj elektryczny.
- 8 lipca – we Lwowie zakończono prace nad uważaną za największy obraz o tematyce religijnej na świecie panoramą malarską Golgota autorstwa Jana Styki, Tadeusza Popiela i Zygmunta Rozwadowskiego, obecnie wystawianą w specjalnie zbudowanym budynku w Forrest Lawn Memorial Park w Glendale w Kalifornii.
- 19 lipca – otwarto Park im. Wojciecha Bednarskiego w Krakowie.
- 23 lipca – w Krakowie odbyła się premiera opery Goplana z muzyką Władysława Żeleńskiego i librettem Ludomiła Germana na podstawie Balladyny Juliusza Słowackiego.
- 3 sierpnia – otwarto Halę Targową w Gdańsku.
- 10 sierpnia – otwarto park Ujazdowski w Warszawie.
- 12 sierpnia – w Gdańsku wyruszyły pierwsze elektryczne tramwaje.
- 7 września – we Wrocławiu odbył się pierwszy w mieście pokaz filmowy.
- 1 października – w związku z budową dworca Gdańsk Główny, otworzono na czas jego budowy tymczasowy Dworzec Centralny, a dotychczasowy dworzec Gdańsk Brama Wyżynna został zamknięty. Tymczasowy dworzec przejął także ruch pasażerski z najstarszego gdańskiego dworca Gdańsk Brama Nizinna, który od tego dnia stał się stacją towarową[2][3].
- 14 listopada – Kraków: drugi pokaz filmowy na ziemiach polskich (aparatura braci Lumiere).
- 21 listopada – założono Towarzystwo Miłośników Historii i Zabytków Krakowa.
- 25 listopada – otwarto pierwszy odcinek Wschodniogalicyjskich Kolei Lokalnych (Tarnopol – Kopyczyńce).
- 27 listopada – została poświęcona cerkiew św. Aleksego w Łodzi.
- Grudzień – została założona Mazurska Partia Ludowa, działająca wśród mazurskich chłopów.

- W Krakowie na Czerwonym Prądniku i na Dąbiu zawiązało się stowarzyszenie robotnicze o orientacji katolicko-narodowej pod nazwą „Przyjaźń”.
- Zbudowano drogę bitą Garczegorze – Ulinia.

## Wydarzenia na świecie
- 2 stycznia – klęską zakończył się brytyjski rajd zbrojny zorganizowany przez Leandera Starra Jamesona i podległych jemu policjantów z Rodezji i Beczuany przeciwko Republice Południowoafrykańskiej.
- 4 stycznia – USA: Utah jako 45. stan dołączyło do Unii.
- 21 stycznia – założono argentyński klub piłkarski Club Atlético Banfield.
- 22 stycznia – I wojna włosko-abisyńska: kapitulacja włoskiego garnizonu w oblężonym Mekelie.
- 1 lutego – w Teatro Regio w Turynie odbyła się premiera opery Cyganeria Giacoma Pucciniego.
- 9 lutego – w Sankt Petersburgu zakończyły się pierwsze mistrzostwa świata w łyżwiarstwie figurowym. W jedynej rozegranej konkurencji solistów zwyciężył Niemiec Gilbert Fuchs.
- 14 lutego – Theodor Herzl opublikował traktat Państwo Żydowskie, będący podstawą ideologiczną syjonizmu.
- 25 lutego – Paul de Smet de Naeyer został premierem Belgii.
- 26 lutego – Henri Becquerel odkrył zjawisko radioaktywności obserwując wpływ na materiał światłoczuły skały zawierającej uran.
- 1 marca – wojska etiopskie pokonały wojska włoskie w bitwie pod Aduą.
- 3 marca – założono klub piłkarski Lyn Fotball.
- 4 marca – Martinus Theunis Steyn został prezydentem Wolnego Państwa Orania.
- 9 marca – premier Francisco Crispi podał się do dymisji po klęsce wojsk włoskich w bitwie pod Aduą z Etiopczykami.
- 10 marca – Grek Charilaos Vasilakos wygrał pierwszy bieg maratoński, uzyskując czas 3 godz. 18 min.
- 24 marca:
  - brytyjski pionier filmu Robert William Paul przedstawił, za pomocą teatrografu (wynalazca Brit Acres), „żywe obrazy”.
  - Aleksandr Popow nawiązał łączność radiową i przekazał znaki telegraficzne na odległość ponad 250 m.
  - Joseph Conrad ożenił się z Jessie George.
- 31 marca – Tirésias Simon-Sam został prezydentem Haiti.
- 3 kwietnia – we Włoszech ukazało się pierwsze wydanie La Gazzetta dello Sport.
- 6–15 kwietnia – pierwsze nowożytne, letnie Igrzyska Olimpijskie w Atenach. Pierwszym mistrzem olimpijskim został amerykański trójskoczek James Connolly.
- 10 kwietnia – Spiridon Luis wygrał bieg maratoński podczas I Igrzysk Olimpijskich w Atenach.
- 12 kwietnia – założono klub piłkarski Hannover 96.
- 14 kwietnia – w USA opatentowano płatki kukurydziane.
- 16 kwietnia – amerykańskie Towarzystwo Filmowe (założyciel Thomas Alva Edison) zorganizowało w Nowym Jorku zorganizowało pierwsze publiczne przedstawienie kinowe na zachodniej półkuli.
- 19 kwietnia – odbył się pierwszy wyścig kolarski Paryż-Roubaix.
- 21 kwietnia – został ustanowiony Królewski Order Wiktoriański.
- 29 kwietnia – Jules Méline został premierem Francji.
- 1 maja:
  - Charles Tupper został premierem Kanady.
  - w Persji panislamiści dokonali zabójstwa szacha Nasr ad-Dina. Następcą został jego syn Mozzafar ad-Din.
  - otwarto Teatr Komedii w Budapeszcie.
- 2 maja – w ramach obchodów symbolicznej rocznicy tysiąclecia wkroczenia Madziarów do Kotliny Panońskiej uruchomiono pierwszą na kontynencie europejskim linię metra w Budapeszcie. 8 maja cesarz Franciszek Józef odwiedził metro i pozwolił, aby linia została nazwana jego imieniem[4]. Obecnie jest to żółta linia metra.
- 4 maja:
  - ukazało się pierwsze wydanie brytyjskiego dziennika Daily Mail.
  - francuski astronom Auguste Charlois odkrył planetoidę (416) Vaticana.
- 15 maja – opatentowano płatki kukurydziane.
- 30 maja (18 maja według kalendarza juliańskiego) – 1389 osób zginęło w Moskwie w wyniku paniki, do jakiej doszło w czasie uroczystości z okazji koronacji Mikołaja II Romanowa.
- 26 maja:
  - w Moskwie został koronowany Mikołaj II, ostatni cesarz Rosji (14 maja według kalendarza juliańskiego).
  - na nowojorskiej giełdzie pierwszy raz opublikowano indeks Dow Jones.
- 27 maja – tornado zniszczyło Saint Louis w stanie Missouri, zabijając co najmniej 255 osób.
- 30 maja – w Nowym Jorku Amerykanin Bernard Wefers ustanowił rekord świata w biegu na 200 m po prostej wynikiem 21,2 s.
- Maj – amerykańskie pismo Cosmopolitan zorganizowało wyścig samochodowy z Nowego Jorku do Irvington-on-Hudson. Zwyciężył Amerykanin C. Dureya (kwota nagrody 3000 $).
- 1 czerwca – uruchomiono komunikację tramwajową w szwajcarskim Lugano.
- 3 czerwca – tajny układ rosyjsko-chiński o sojuszu wojskowym. Okręty wojenne Rosji mogły, na wypadek wojny, korzystać ze wszystkich portów chińskich. Rosja zobowiązała się do zbudowania linii kolejowej w Mandżurii (kolej wschodniochińska).
- 4 czerwca – Henry Ford odbył premierową, nocną jazdę przez Detroit swym pierwszym prototypem samochodu Ford Quadricycle z silnikiem na etanol.
- 8 czerwca – w Paryżu dokonano pierwszej w historii kradzieży auta. Mechanik barona de Zuylen przywłaszczył sobie jego Peugeota Type 9 tuż po dokonaniu naprawy. Samochód i mechanik odnaleźli się wkrótce potem niedaleko miasta Asnières.
- 15 czerwca – 27 tysięcy osób zginęło w trzęsieniu ziemi na japońskiej wyspie Honsiu.
- 16 czerwca – u wybrzeży francuskiej wyspy Ouessant rozbił się na skałach brytyjski parowiec SS „Drummond Castle”; zginęły 243 osoby, 3 uratowano.
- 18 lipca – pierwszy pokaz filmowy na ziemiach polskich (aparatura edisonowska).
- 27 lipca – Guglielmo Marconi przeprowadził pierwszą publiczną próbę radia.
- 28 lipca – Miami otrzymało prawa miejskie.
- 6 sierpnia – Madagaskar został kolonią francuską.
- 9 sierpnia – miała miejsce katastrofa szybowca, w wyniku której następnego dnia zmarł Otto Lilienthal, pionier szybownictwa.
- 17 sierpnia – gorączka złota w Klondike: odkryto pierwsze pokłady złota w rejonie rzeki Klondike.
- 26 sierpnia – grupa rewolucjonistów ormiańskiego pochodzenia zajęła Bank Osmański w Stambule. W odwecie doszło do pogromów Ormian, w czasie których zginęło ok. 50 tysięcy ludzi.
- 27 sierpnia – Wojna angielsko-zanzibarska: Brytyjczycy zwyciężyli w najkrótszym w historii (trwał 45 minut) międzynarodowym konflikcie zbrojnym.
- 9 września – niemiecki chirurg Ludwig Rehn przeprowadził pierwsza udaną operację serca.
- 19 września – niemiecki reżyser Oskar Messter skonstruował projektor filmowy (wykorzystywany w berlińskiej sali projekcyjnej Wilhelmshallen).
- 22 września – królowa Wiktoria prześcignęła swojego dziadka Jerzego III i stała się najdłużej panującym brytyjskim monarchą.
- 1 października – bracia Pathé założyli firmę Pathé Frères (w ciągu 2 lat stała się największym francuskim przedsiębiorstwem filmowym).
- 26 października – pokój włosko-etiopski zawarty w Addis Abebie. Włosi zrzekli się zdobytej prowincji Tigre, obiecali wypłacić kontrybucję i uznali pełną niepodległość Etiopii.
- 7–11 listopada – na torze wyścigów konnych Narragannsett Park (stan Rhode Island), rozegrano serię krótkich 1-milowych wyścigów samochodowych (biegi eliminacyjne i finał). Triumfowali Amerykanie Riker i Whiting na elektrycznym pojeździe Riker Electric. To pierwsze zawody samochodowe na zamkniętym okręgu (owalu).
- 16 listopada – uruchomiono elektrownię wodną na wodospadzie Niagara.
- 27 listopada – w Lipsku odbyła się premiera opery Kukułka Ferenca Lehára.
- 3 grudnia – Herman Hollerith założył Tabulating Machine Company (późniejsze IBM).
- 14 grudnia – uruchomiono metro w Glasgow.
- 24 grudnia – premiera pierwszego w dziejach kinematografii francuskiego horroru Rezydencja diabła w reżyserii Georges’a Mélièsa.
- 30 grudnia – rewolucja na Filipinach: w Manili został stracony José Rizal.

- Podpisano porozumienie chińsko-japońskie w sprawie kolei wschodniochińskiej. Oba państwa zobowiązały się nie ingerować w sprawy koreańskie.
- Tajny układ obronny chińsko-rosyjski przeciwko ewentualnej agresji japońskiej. Chiny udzieliły Rosji koncesji na przedłużenie kolei syberyjskiej przez Mandżurię do Port Arthur i wybrzeża Oceanu Spokojnego.
- Japonia i Rosja podpisały porozumienie w sprawie wzajemnej pomocy w Korei w walce przeciwko tamtejszemu rządowi.
- Francja zaanektowała Madagaskar.
- Wystawienie sztuki Alfreda Jarry Ubu Król czyli Polacy (wywarła wielki wpływ na awangardę w teatrze XX w.).
- Zapoczątkowano budowę kolei bagdadzkiej.
- Jakub Jodko Narkiewicz dokonał pierwszej w świecie fotografii aureoli, fotografia kirlianowska.
- Rozegrano wyścigi samochodowe Paryż-Marsylia-Paryż. Na trasie o długości 1711 km rywalizowały ze sobą 32 pojazdy (23 czterokołowe i 9 trójkołowych) w tym 2 o napędzie parowym. Najlepszy czas uzyskał Lejane na trójkołowym Amédée Bollée.
- Utworzenie argentyńskiej Partii Socjalistycznej.
- Założenie Socjalistycznej Partii Brazylii (przestała działać podczas I wojny światowej).
- Powstanie Ukraińskiej Partii Socjalno-Demokratycznej (szerszą działalność rozwinęła dopiero na początku XX w.).
- Niemiecki konstruktor, dr Wolfert zbudował pierwszy udany sterowiec ciśnieniowy (w kształcie cygara).

## Urodzili się
- 1 stycznia – Teinosuke Kinugasa, japoński reżyser filmowy (zm. 1982)
- 2 stycznia – Dziga Wiertow (ros. Дзи́га Ве́ртов), radziecki scenarzysta i reżyser filmowy (zm. 1954)
- 4 stycznia – Everett Dirksen, amerykański prawnik, polityk, senator ze stanu Illinois (zm. 1969)
- 14 stycznia – Wrócisław Smoleński, podchorąży Wojska Polskiego, działacz niepodległościowy, kawaler Orderu Virtuti Militari (zm. 1918)
- 15 stycznia – Tytus Komarnicki, polski prawnik, historyk, dyplomata (zm. 1967)
- 18 stycznia – Lola Prusac, francuska projektantka mody (zm. 1985)
- 21 stycznia – Artur Anders, niemiecki polityk (zm. 1976)
- 23 stycznia – Szarlotta, wielka księżna Luksemburga (zm. 1985)
- 26 stycznia – Maria Ossowska, polska etyk i socjolog (zm. 1974)
- 27 stycznia:
  - Jan Poterała, polski policjant, działacz niepodległościowy (zm. 1940)
  - Józef Szlamka, polski żołnierz, kawaler Orderu Virtuti Militari (zm. ?)
- 2 lutego:
  - Kazimierz Kuratowski, polski matematyk (zm. 1980)
  - Stefan Rago, major kawalerii Wojska Polskiego, działacz niepodległościowy, kawaler Orderu Virtuti Militari (zm. 1938)
- 3 lutego – Aureliusz z Vinalesy, hiszpański kapucyn, męczennik, błogosławiony katolicki (zm. 1936)
- 4 lutego – Friedrich Hund, niemiecki fizyk (zm. 1997)
- 6 lutego – Kazimiera Kutrzebianka, polska historyk sztuki (zm. 1960)
- 11 lutego – Józef Kałuża, legendarny polski piłkarz (zm. 1944)
- 17 lutego:
  - George D. Gangas, członek Ciała Kierowniczego Świadków Jehowy (zm. 1994)
  - Helena Sakowiczówna, polska instruktorka harcerska (zm. 1973)
- 18 lutego – André Breton, francuski pisarz (zm. 1966)
- 25 lutego – John Little McClellan, amerykański polityk, senator ze stanu Arkansas (zm. 1977)
- 26 lutego – Roman Matus, polski oficer, kawaler Orderu Virtuti Militari (zm. ?)
- 29 lutego – Morarji Desai (hindi मोरारजी देसाई), indyjski polityk, premier Indii (zm. 1995)
- 2 marca:
  - Kazimierz Kowalski, polski duchowny katolicki, biskup chełmiński (zm. 1972)
  - John Muldoon, amerykański sportowiec, medalista olimpijski (zm. 1944)
- 4 marca:
  - Leon Ormezowski, polski malarz, nauczyciel akademicki (zm. 1949)
  - Stefan Pronaszko, polski major, piłkarz, działacz piłkarski (zm. 1943)
  - Zygmunt Semerga, pułkownik Wojska Polskiego, kawaler Virtuti Militari (zm. 1979)
- 10 marca – Abdułła Adigamow, baszkirski i radziecki polityk (zm. 1968)
- 11 marca – Gustaw Konstanty Żebrowski, oficer służby stałej i porucznik WP, major NSZ (zm. 1973)
- 16 marca – Rafał Abkowicz, ostatni polski hazzan karaimski (zm. 1992)
- 17 marca – Aleksander Lisowski, polski działacz niepodległościowy, oficer, kawaler Orderu Virtuti Militari (zm. ?)
- 27 marca – Salwator Mollar Ventura, hiszpański franciszkanin, męczennik, błogosławiony katolicki (zm. 1936)
- 1 kwietnia:
  - Pola Gojawiczyńska, polska pisarka, działaczka niepodległościowa (zm. 1963)
  - Kazimierz Gomulicki, major piechoty Wojska Polskiego, działacz niepodległościowy (zm. 1938)
- 3 kwietnia – Józef Czapski, polski malarz i pisarz (zm. 1993)
- 5 kwietnia – Stanisław Stankiewicz, podpułkownik piechoty Wojska Polskiego (zm. 1953)
- 6 kwietnia – Georg Tengwall, szwedzki żeglarz, medalista olimpijski (zm. 1954)
- 10 kwietnia:
  - Małgorzata Banaś, polska nazaretanka, Służebnica Boża (zm. 1966)
  - Witold Rosołowski, polski oficer, kawaler Orderu Virtuti Militari (zm. 1943)
- 11 kwietnia – Stanisław Korczak, legionista, policjant, ofiara NKWD, zamordowany w Twerze (zm. 1940)
- 12 kwietnia – Jan Jerzy Karpiński, polski przyrodnik, entomolog, pisarz, fotografik, pedagog (zm. 1965)
- 16 kwietnia – Tristan Tzara, francuski poeta i eseista, inicjator dadaizmu (zm. 1963)
- 22 kwietnia – Gunnar Jamvold, norweski żeglarz, medalista olimpijski (zm. 1984)
- 29 kwietnia – Zygmunt Wenda, polski pułkownik, polityk, wicemarszałek Sejmu (zm. 1941)
- 2 maja:
  - Helena, księżniczka grecka i duńska, królowa rumuńska (zm. 1982)
  - Jakym Seńkiwski, bazylianin, męczennik, błogosławiony katolicki (zm. 1941)
- 3 maja – Antoni Chudzikiewicz, polski oficer (zm. 1978)
- 5 maja – Norbert Wieliczka, polski urzędnik i oficer (zm. 1940)
- 6 maja – Marion Zinderstein Jessup, amerykańska tenisistka (zm. 1980)
- 7 maja – Pawieł Aleksandrow (ros. Павел Сергеевич Александров), rosyjski matematyk (zm. 1982)
- 8 maja:
  - Stanisława Leszczyńska, polska Służebnica Boża, położna (zm. 1974)
  - Ludovico Montini, włoski prawnik, polityk, parlamentarzysta, brat papieża Pawła VI (zm. 1990)
- 13 maja – Władysław Mergel, polski dyplomata, polityk, nauczyciel (zm. 1982)
- 15 maja – Charles Mehan, amerykański sportowiec, medalista olimpijski (zm. 1972)
- 18 maja – Feliks Chmurkowski, polski aktor, reżyser teatralny, prezes ZASP (zm. 1971)
- 22 maja – Maria Kanuta od Pana Jezusa w Ogrójcu (Józefa Chrobot), polska nazaretanka, męczennica, błogosławiona katolicka (zm. 1943)
- 23 maja – Karol Kopeć, polski rolnik, kawaler Orderu Virtuti Militari (zm. ?)
- 25 maja:
  - Władysław Foryś, polski działacz socjalistyczny i komunistyczny we Francji, uczestnik ruchu oporu (zm. 1972)
  - Jarosław Kaczyński, polski podpułkownik kawalerii (zm. ?)
- 31 maja – Alojzy Kaczmarczyk, oficer i polityk polski (zm. 1947)
- 1 czerwca – Mieczysław Wojciechowski, polski oficer (zm. 1940)
- 7 czerwca:
  - Adam Leśniewski, podporucznik artylerii Wojska Polskiego (zm. 1920)
  - Imre Nagy, węgierski polityk komunistyczny (zm. 1958)
- 10 czerwca – Bolesław Strzelecki, polski duchowny katolicki, męczennik, błogosławiony (zm. 1941)
- 11 czerwca – Józef García Mas, hiszpański duchowny katolicki, męczennik, błogosławiony (zm. 1936)
- 13 czerwca – Józef Giaccardo, ksiądz włoski, pierwszy kapłan i pierwszy wikariusz generalny Towarzystwa Świętego Pawła. Błogosławiony Kościoła katolickiego (zm. 1948)
- 15 czerwca – Aleksander Pereświet-Sołtan, polski oficer (zm. 1928)
- 16 czerwca:
  - Julia Habryka, polska działaczka społeczna i socjalistyczna (zm. 1942)[5]
  - Helena Sitkowska, polska nauczycielka, Sprawiedliwa wśród Narodów Świata (zm. 1972)
- 17 czerwca – Rudy Scholz, amerykański sportowiec i prawnik, medalista olimpijski (zm. 1981)
- 18 czerwca – Witold Stankiewicz, polski oficer (zm. 1940)
- 19 czerwca – Wallis Simpson, kochanka króla-cesarza Imperium Brytyjskiego Edwarda VIII, a po jego abdykacji jego żona (zm. 1986)
- 20 czerwca – Luiza Maria Frías Cañizares, hiszpańska działaczka Akcji Katolickiej, męczennica, błogosławiona katolicka (zm. 1936)
- 21 czerwca – Władysław Rożen, polski oficer, kawaler Orderu Virtuti Militari (zm. 1919)
- 24 czerwca – Jan Żywek, sierżant Wojska Polskiego, kawaler Virtuti Militari (zm. 1945)
- 27 czerwca – Egmont Zechlin, niemiecki historyk, wykładowca akademicki (zm. 1992)
- 28 czerwca – Roman Łakota, polski buchalter, kawaler Virtuti Militari (zm. 1940)
- 2 lipca – Dydak Llorca Llopis, hiszpański duchowny katolicki, męczennik, błogosławiony (zm. 1936)
- 3 lipca – Julian Karol Sym, polski, austriacki i niemiecki aktor, jeden z najbardziej znanych polskich kolaborantów III Rzeszy (zm. 1941)
- 6 lipca – Witold Boretti, polski inżynier i oficer, kawaler Virtuti Militari (zm. 1939)
- 8 lipca – Jan Kruczek, kapitan piechoty Wojska Polskiego (zm. 1938)
- 11 lipca – Ludwik Fleck, polski mikrobiolog i filozof żydowskiego pochodzenia (zm. 1961)
- 15 lipca – Henryk Jagiełło, polski oficer i działacz niepodległościowy (zm. 1940)
- 16 lipca:
  - Trygve Lie, norweski polityk, w latach 1946–1953 pierwszy sekretarz generalny ONZ (zm. 1968)
  - Józef Szarota, kapitan piechoty Wojska Polskiego, odznaczony Krzyżem Niepodległości i trzykrotnie Krzyżem Walecznych (zm. 1941)
- 19 lipca – Archibald Joseph Cronin, pisarz angielski (zm. 1981)
- 20 lipca – Rudolf Kolisch, austriacki skrzypek, dyrygent i pedagog (zm. 1978)
- 21 lipca – Sophie Bledsoe Aberle, amerykańska antropolog, lekarz i dietetyk (zm. 1996)
- 23 lipca – Bolesław Czuchajowski, polski prawnik, polityk, prezydent Krakowa (zm. 1941)
- 26 lipca – Jack E. Cox, brytyjski operator filmowy (zm. 1960)
- 27 lipca:
  - Zygmunt Otto, polski piłkarz, trener (zm. 1961)
  - Natalia Szymańska, polska aktorka (zm. 1975)
  - Maurine Dallas Watkins(inne języki), amerykańska dramatopisarka, scenarzystka filmowa (zm. 1969)
- 30 lipca – Zygmunt Muchniewski, polski polityk, premier rządu RP na uchodźstwie (zm. 1979)
- 31 lipca – Helena Budzyńska, polska działaczka komunistyczna (zm. 1937)
- 3 sierpnia:
  - Tadeusz Bartoszek, polski kapitan rezerwy lekarz, żołnierz AK, uczestnik powstania warszawskiego (zm. 1944)
  - Stanisław Culic, polski major (zm. 1959)
  - Artur Marczewski, polski piłkarz (zm. 1945)
- 7 sierpnia – Mosze Aram, izraelski polityk (zm. 1978)
- 10 sierpnia – Stefan Wiechecki, pseudonim Wiech, polski pisarz i dziennikarz (zm. 1979)
- 17 sierpnia:
  - Klara od NMP Naszej Nadziei Ezcurra Urrutia, baskijska karmelitanka miłosierdzia, męczennica, błogosławiona katolicka (zm. 1936)
  - Józef Wittlin, polski pisarz (zm. 1976)
- 20 sierpnia – Ludwik Kinicki, polski działacz religijny, bankowiec, redaktor naczelny dwutygodnika „Nowy Dzień”, nadzorca działalności Świadków Jehowy w Generalnej Guberni, więzień KL Mauthausen-Gusen (zm. 1944)
- 23 sierpnia – Józef Adam Stanisław Mickiewicz, polski kapitan pilot obserwator (zm. 1943)
- 24 sierpnia – Władysław Steinhaus, polski żołnierz, kawaler Orderu Virtuti Militari (zm. 1915)
- 27 sierpnia:
  - Peter Jamvold, norweski żeglarz, medalista olimpijski (zm. 1962)
  - Jan Mazurkiewicz ps. „Radosław” generał, żołnierz Legionów, Wojska Polskiego i Armii Krajowej (zm. 1988)
  - Antoni Suracki, sierżant Wojska Polskiego (zm. 1928)
- 1 września – Stefan Nowaczek, polski wojskowy, zamordowany w Charkowie (zm. 1940)
- 5 września – Heimito von Doderer, austriacki pisarz (zm. 1966)
- 10 września – Adele Astaire, amerykańska tancerka pochodzenia żydowsko-niemieckiego (zm. 1981)
- 11 września – Robert S. Kerr, amerykański polityk, senator ze stanu Oklahoma (zm. 1963)
- 12 września – Margueritte Laugier, francuska astronom (zm. 1976)
- 13 września – Tadeusz Szeligowski, polski kompozytor i pedagog (zm. 1963)
- 15 września – Stanisław Mysakowski, polski duchowny katolicki, męczennik, błogosławiony (zm. 1942)
- 24 września:
  - German Kempski, plutonowy Wojska Polskiego, odznaczony Orderem Virtuti Militari (zm. ?)
  - Francis Scott Fitzgerald, pisarz amerykański (zm. 1940)
  - Franciszek Wysłouch, polski pisarz i malarz (zm. 1978)
- 29 września – Bronisław Słupeczański, polski oficer (zm. 1964)
- 12 października – Wacław Popiel, pułkownik dyplomowany artylerii Wojska Polskiego, kawaler Orderu Virtuti Militari (zm. ?)
- 13 października – Józef Maria Segura Penadés, hiszpański duchowny katolicki, męczennik, błogosławiony (zm. 1936)
- 18 października – Witold Mystkowski, polski legionista, samorządowiec, prezydent Włocławka (zm. 1939)
- 18 października – Adolf Strachow, radziecki grafik i rzeźbiarz pochodzenia żydowskiego (zm. 1979)
- 19 października – Nat Holman, amerykański koszykarz, trener (zm. 1995)
- 31 października – Ethel Waters, amerykańska wokalistka jazzowa i bluesowa, aktorka (zm. 1977)
- 2 listopada – Marcin Pasierb, major piechoty Wojska Polskiego (zm. 1942)
- 10 listopada – Heinz Prüfer, niemiecki matematyk (zm. 1934)
- 14 listopada – Marcin Trojok, polski pedagog, działacz społeczno-narodowy (zm. 1969)[6]
- 17 listopada – Herbert Romulus O’Conor, amerykański polityk, senator ze stanu Maryland (zm. 1960)
- 23 listopada – Klement Gottwald, czechosłowacki polityk, działacz komunistyczny, prezydent Czechosłowacji (zm. 1953)
- 25 listopada – Tore Holm, szwedzki żeglarz, medalista olimpijski (zm. 1977)
- 28 listopada:
  - Józef Koffler, polski kompozytor pochodzenia żydowskiego (zm. 1944?)
  - Lilia Skala, amerykańska aktorka pochodzenia austriackiego (zm. 1994)
- 29 listopada:
  - Stanisław Hryniewiecki, polski komandor porucznik (zm. 1943)
  - Józef Mazur, polski fizyk (zm. 1977)
- 1 grudnia – Gieorgij Żukow, marszałek radziecki (zm. 1974)
- 2 grudnia – Alfons Tracki, niemiecki marysta, męczennik z Albanii, błogosławiony katolicki (zm. 1946)
- 3 grudnia – Bolesław Szabelski, polski kompozytor, organista (zm. 1979)
- 4 grudnia – Ignacy Kowalski, działacz komunistyczny, burmistrz Zamościa (zm. 1977)
- 7 grudnia – Wiktor Dega, polski lekarz, profesor Uniwersytetu Poznanskiego (zm. 1995)
- 9 grudnia – Francis Higbee Case, amerykański polityk, senator ze stanu Dakota Południowa (zm. 1962)
- 10 grudnia – Adam Makarewicz, polski oficer artylerii (zm. 1940)
- 12 grudnia – Aleksander Zawisza, polski prawnik, polityk, premier rządu RP na obczyźnie (zm. 1977)
- 17 grudnia:
  - Franciszek Bieda, polski paleontolog (zm. 1982)
  - Mykoła Cehelski, duchowny greckokatolicki, męczennik, błogosławiony katolicki (zm. 1951)
  - Hans Konheisner, śląsko-niemiecki malarz i grafik (zm. 1977)
- 18 grudnia – Stanisław Mackiewicz, pseudonim Cat, polski polityk i publicysta (zm. 1966)
- 21 grudnia – Konstanty Rokossowski, marszałek ZSRR i Polski (zm. 1968)
- 23 grudnia – Wiktor (Wiktorian) Calvo Lozano, hiszpański redemptorysta, męczennik, błogosławiony katolicki
- 27 grudnia – Carl Zuckmayer, niemiecki pisarz (zm. 1977)
- 31 grudnia – Helena Suska, polska i kanadyjska malarka (zm. 1993)

data dzienna nieznana: 
- Andrij Babiuk, ukraiński dziennikarz, publicysta (zm. 1937)
- Konstantin Gej, radziecki polityk (zm. 1939)
- Hans Paschen, niemiecki żeglarz, olimpijczyk (zm. 1960)

## Święta ruchome
- Tłusty czwartek: 13 lutego
- Ostatki: 18 lutego
- Popielec: 19 lutego
- Pamiątka śmierci Jezusa Chrystusa: 27 marca
- Niedziela Palmowa: 29 marca
- Wielki Czwartek: 2 kwietnia
- Wielki Piątek: 3 kwietnia
- Wielka Sobota: 4 kwietnia
- Wielkanoc: 5 kwietnia
- Poniedziałek Wielkanocny: 6 kwietnia
- Wniebowstąpienie Pańskie: 14 maja
- Zesłanie Ducha Świętego: 24 maja
- Boże Ciało: 4 czerwca